# Marc Anthony
Pour les articles homonymes, voir Marc Anthony (homonymie) et Anthony.
 (septembre 2011).
Si vous disposez d'ouvrages ou d'articles de référence ou si vous connaissez des sites web de qualité traitant du thème abordé ici, merci de compléter l'article en donnant les références utiles à sa vérifiabilité et en les liant à la section « Notes et références ».
Marco Antonio Muñiz, dit Marc Anthony, né le 16 septembre 1968 à New York, est un chanteur auteur-interprète américano-portoricain, populaire dans l'ensemble des Amériques pour ses musiques salsa et pop latino.

## Biographie

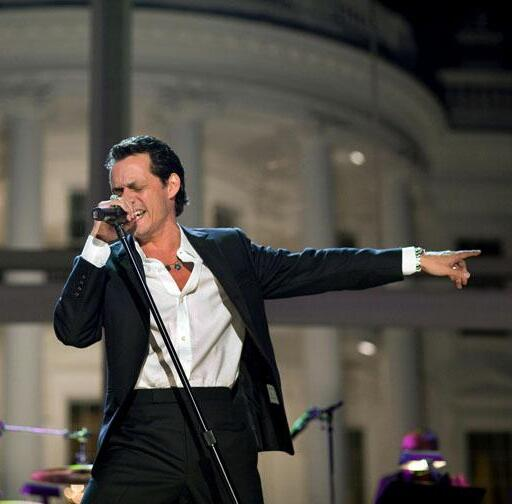
Marc Anthony en concert en 2009.

Marc Anthony, est le fils du chanteur portoricain Felipe Muñiz et de Guillermina Rivera.
Son père a décidé de l'appeler Marco Antonio Muñiz, comme un autre chanteur portoricain. Plus tard, pour éviter toute confusion avec celui-ci, il prendra le nom de scène de Marc Anthony.
Il a débuté en tant qu'auteur et chanteur pour Menudo et les Latins Rascals. Il a plus tard collaboré avec le producteur Little Louie Vega.
En 1992, Louie Vega et Marc Anthony ont joué en première partie de Tito Puente au Madison Square Garden de New York.
Inspiré par la musique de Tito Puente, de Rubén Blades et de Juan Gabriel, il sort l'album Otra nota en 1993, qui inclut le hit Hasta que te conoci, une reprise du mexicain Juan Gabriel.
En 1994, il fait partie du concert qui célèbre les dix ans de la maison de disques RMM, et chante en duo avec La India la salsa Vivir lo nuestro.
Son album Todo a su tiempo a été nommé pour un Grammy en 1995.
En 1998, il interprète en duo avec Tina Arena, I Want To Spend My Lifetime Loving You, la chanson de la bande-originale du film Le Masque de Zorro composée par James Horner et Will Jennings (il l'a également interprété en version espagnole sous le titre  Quiero vivir la vida amándote en duo avec Ana Gabriel (en)).
Contra la corriente a gagné le Grammy 1999 pour la meilleure exécution latine tropicale.
Marc Anthony a plus tard enregistré le duo No me ames, avec Jennifer Lopez sur l'album de celle-ci : On the 6.

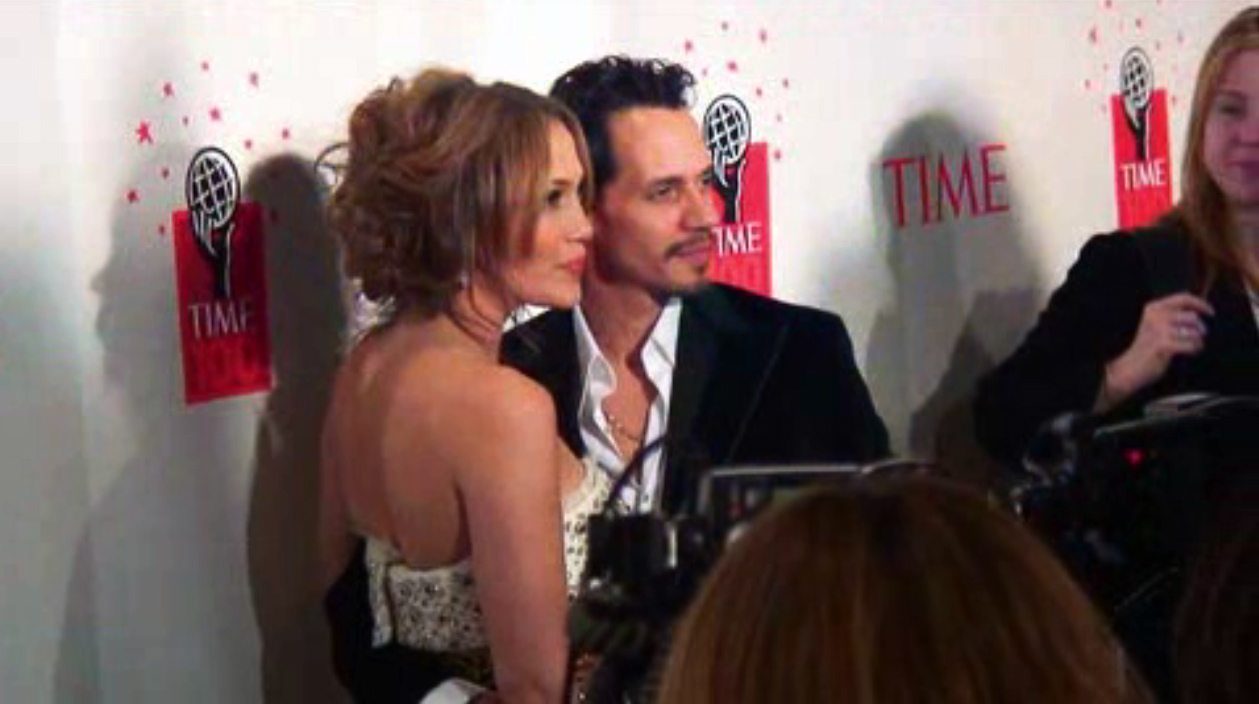
Marc Antony et Jennifer Lopez en 2006.

En 1999, il s'attaque au marché anglophone et suit les traces de Jennifer Lopez et Ricky Martin avec un album éponyme qui contient le tube I need to know (Dímelo dans sa version espagnole), mélange de cha-cha-cha et de pop. En 2001, il sort un album de Salsa Libre, qui sera disque d'or, puis à nouveau un album de pop anglo-saxonne, Mended qui contient le hit I've Got You (Te Tengo Aquí en version espagnole).
Marc Anthony est également apparu dans plusieurs films, parmi lesquels À tombeau ouvert de Martin Scorsese (Bringing Out the Dead) .
Début 2004 il sort l'album Amar Sin Mentiras (Grammy 2005 du meilleur album de musique latine) avec des chansons comme Ahora Quien (chanson de l'année au Prix Lo Nuestro 2005) et Escapemonos en duo avec Jennifer Lopez. En juillet 2004, il a converti ces chansons en salsa dans un autre album, Valió la pena (meilleur album de musique tropicale aux Grammy et Lo Nuestro 2005). Il est aussi désigné comme meilleur artiste masculin et meilleur artiste salsa au Prix Lo Nuestro 2005[réf. nécessaire].
Le 6 juin 2011, il chante l'hymne national américain en prélude au sixième match de la finale du championnat de basket professionnel américain de la NBA à Miami (opposant le Miami Heat de LeBron James, Dwyane Wade et Chris Bosh aux Dallas Mavericks de Dirk Nowitzki), siège d'une importante communauté latino-américaine.
Il sort en 2011 avec le rappeur cubano-américain Pitbull un single du nom de Rain Over Me qui figure sur l'album Planet Pit du rappeur. Ce titre deviendra un succès planétaire et permettra au duo de rester au top des charts durant de longs mois[réf. nécessaire].

### Vie privée
Il maintient une relation avec une certaine Debbie Rosado alors policière new-yorkaise et naît de cette relation en 1994 sa première fille Arianna Rosado-Muñíz. 
En 2000, Marc Anthony épouse Dayanara Torres, une ancienne Miss Univers avec qui il fut marié durant quatre ans et avec laquelle il eut deux fils : Cristian, né en 2001, et Ryan, né en 2003. 
Le 5 juin 2004, moins d'une semaine après son divorce de Dayanara Torres, il épouse Jennifer Lopez et ont des jumeaux nés le 22 février 2008 : une fille nommée Emme et un garçon Max. Ils se séparent en 2011 après 7 ans de relation. 
En 2014, Marc Anthony a épousé Shannon de Lima, déjà mère d'un enfant alors âgé de sept ans qu'il fréquentait depuis 2012. Après plusieurs séparations temporaires en 2013, ils annoncent officiellement leur divorce en novembre 2016.
Depuis février 2022, Marc Anthony est en couple avec l’ancienne Miss Univers Paraguay et 1ère dauphine de Miss Univers 2021 Nadia Ferreira (en). Ils se sont fiancés le 13 mai 2022, se sont mariés le 28 janvier 2023 au Pérez Art Museum de Miami et attendent déjà un enfant, un garçon né le 18 juin 2023.

## Discographie
- 1988 : Rebel - 12" (sous le pseudonyme Marc "Marco" Anthony) (Blue Dog Records)

1. Rebel (M&M club mix)
2. Rebel (M&M edited version)
3. Rebel (latin rascals club mix)
4. Rebel (latin rascals dub mix)

- 1991 : When the night is over (Atlantic Records)

1. Ride on the Rythm
2. When the Night is Over
3. Walk Away
4. If I had the Opportunity (f. Tito Puente)
5. Let Me Love You (f. Tito Puente)
6. It's Alright
7. Name of the Game
8. Living in a Strange World
9. Time
10. The Masters at Work (f. Tito Puente & Eddie Palmieri)
11. Ride

- 1994 : Otra nota (Atlantic Records)

1. Palabras de alma
2. Si tú no te fueras
3. Hasta que te conocí (reprise de Juan Gabriel)
4. El último beso
5. Make It With You
6. Necesito amarte
7. Juego o amor?
8. Si he de morir

- 1995 : Todo a su tiempo (Atlantic Records)

1. Se me sigue olvidando
2. Te conozco bien
3. Hasta ayer
4. Nadie como ella
5. Te amaré
6. Llegaste a mí
7. Y sigue siendo tú
8. Por amar se da todo
9. Vieja mesa

- 1997 : Contra la corriente (Atlantic Records)

1. Y hubo alguien
2. Contra la corriente
3. Si te vas
4. Me voy a regalar
5. No me conoces
6. No sabes cómo duele
7. La luna sobre nuestro amor
8. Suceden
9. Un mal sueño

- 1999 : Marc Anthony (Atlantic Records)

1. When I Dream At Night
2. Am I The Only One
3. I Need To Know
4. You Sang To Me
5. My Baby You
6. No One
7. How Could I
8. That's Okay
9. Don't Let Me Leave
10. Remember Me
11. She's Been Good To Me
12. Love Is All
13. Dímelo
14. Como ella me quiere a mí
15. Da la vuelta
16. Muy dentro de mí [You Sang To Me] (bonus)

- 2001 : Libre (Atlantic Records)

1. Celos
2. Este loco que te mira
3. Viviendo
4. Hasta que vuelvas conmigo
5. Barco a la deriva
6. De qué depende
7. Yo te quiero
8. Amor aventurero
9. Caminaré

- 2002 : Mended (Atlantic Records)

1. Love Won't Get Any Better
2. She Mends Me
3. I've Got You
4. I Need You
5. Tragedy
6. I Reach For You
7. I Swear
8. Don't Tell Me It's Love
9. Do You Believe In Loneliness
10. Give Me A Reason
11. I Wanna Be Free
12. Everything You Do
13. Te Tengo Aqui [I've Got You]
14. Me Haces Falta [I Need You, titre bonus]
15. Tragedia [Tragedy, titre bonus]

- 2004 : Amar Sin Mentiras (Atlantic Records)

1. Ahora quién
2. Escapémonos (avec Jennifer Lopez)
3. Se esfuma tu amor
4. Valió la pena
5. Tu amor me hace bien
6. Tan solo palabras
7. Volando entre tus brazos
8. Nada personal
9. Amigo
10. Amar sin mentiras

- 2004 : Valió la pena (Atlantic Records)

1. Valió la pena
2. Escapémonos(duo avec Jennifer Lopez)
3. Ahora quién
4. Tu amor me hace bien
5. Volando entre tus brazos
6. Amigo
7. Se esfuma tu amor
8. Lamento borincano

- Sigo siendo yo - 2006 (compilation, 2 inédits : Que Precio Tiene El Cielo (salsa) et Lo Que No Di (pop)
- 2007 : El cantante (Atlantic Records)

1. El cantante
2. Mi gente
3. Escándalo
4. Aguanile
5. Che che colé
6. Día de suerte
7. Qué lío
8. Quítate tú
9. Todo tiene su final
10. Toma de mí

- 2010 : Iconos (Atlantic Records)

1. Almohada (José José)
2. El triste (José José)
3. Y cómo es él (José Luis Perales)
4. Abrázame muy fuerte (Juan Gabriel)
5. Te lo pido, por favor (Juan Gabriel)
6. Amada amante (Roberto Carlos)
7. Vida	Armando Larrinaga (Julio Reyes)
8. Ya Lo Sé Que Tú Te Vas (Julio Reyes)
9. A Quién Quiero Mentirle (Julio Reyes)
10. Maldita Sea Mi Suerte (Julio Reyes)

- 2013 : 3.0 (Atlantic Records)

1. Vivir mi vida
2. Volver a comenzar
3. Flor pálida (reprise de Polo Montañez)
4. Cambio de piel
5. Espera
6. La copa rota
7. Dime si no es verdad
8. Hipocresía
9. Cautivo de este amor
10. Vivir mi vida (Versión Pop)

- 2019 : Opus (Sony Music Latin)

1. Parecen viernes
2. Tu vida en la mia
3. Un amor eterno
4. Si me creyeras
5. Soy yo
6. Lo que te di
7. Úsame
8. Si pudiera
9. Lo peor de mi
10. Reconozco

- 2022 : Pa'llá Voy (Sony Music Latin)

1. Pa'llá Voy
2. Yo Le Mentí
3. No Se Quita
4. Nada de Nada
5. Amor No Tiene Sexo
6. Mala
7. Gimme Some More
8. El Que Te Amaba
9. Si Fuera Fácil

### Hors albums
- Parece mentira, bande originale du film L'Impasse (Carlito's way). 1993
- Aguanilé sur l'album Yo soy del son a la salsa. 1997. RMM Records.
- One shining moment, sur la bande originale du film de Carl Reiner C'est ça l'amour ? (That Old Feeling). 1997. MCA.
- Marc Anthony, Pepe Aguilar - Ojalá Te Duela (2023)
- Punta Cana (Bachata, 2024)
- Ale Ale (2024, salsa), reprise de Magic System - Magic in the Air

### Participations
- You Should Know By Now, Chrissy I-eece featuring Marc Anthony. 1990.
- Vivir lo nuestro duo avec La India, sur l'album Combinación perfecta. 1993. RMM Records.
- Así como hoy sur la compilation Voces unidas. 1996
- Remembranzas et Perdón, duos avec Ednita Nazario sur l'album Al compás de un sentimiento. La música de Pedro Flores. 1996. Banco Popular de Puerto Rico, Inc.
- Time Is An Ocean (en duo avec Rubén Blades) et Satin Summer Nights (en duo avec Paul Simon) sur l'album de Simon Songs from The Capeman. 1997.
- Preciosa (Medley incluant Inconsolable, Ese soy et Canta) et Corazón, no llores en duo avec Olga Tañón, et Lamento borincano sur l'album Romance del cumbanchero. La música de Rafael Hernández. 1999. Banco Popular Inc.
- Desde un Principio: From the Beginning, compilation, RMM, 1999
- Oye guitarra mía (duo avec José Feliciano), sur l'album Guitarra mía. Un tributo a José Feliciano. 2000. Banco Popular de Puerto Rico, Inc.
- Christmas Auld Lang Syne (Remarque : La chanson Ce n'est qu'un au revoir est basée sur cet air) sur la compilation Another Rosie Christmas de Rosie O'Donnell. 2000
- There You Were, duo avec Jessica Simpson (en tant qu'invité) sur l'album Irresistible. 2001
- The mexican 2002, duo avec Thalía sur l'album éponyme. 2002. EMI Latin.
- All In Love Is Fair, sur l'album hommage Conception: An Interpretation of Stevie Wonder's Songs (2003)
- Yerbero moderno, reprise de Celia Cruz lors de son concert-hommage ¡Azúcar!.
- Mejores Que Ella (featuring Marc Anthony), chanson de La Mafia
- Historia de taxi (featuring Marc Anthony) sur l'album de Ricardo Arjona, Quien Dijo Ayer (2007).
- Armada latina avec Pitbull sur l'album Rise Up de Cypress Hill (2010).
- Rain Over Me avec Pitbull sur l'album Planet Pit de Pitbull (2011) (sorti en single le 10/06/2011)
- ¿Por qué les mientes? avec Tito El Bambino (2012)
- Paraíso prometido sur l'album Vida (2013) de Draco Rosa
- Vivir mi vida, inédit, reprise de C'est la vie (chanson de Khaled) (2013), single promo de l'album 3.0 sur lequel il figurera.
- Para celebrar avec le collectif Salsa Giants. Sur l'album de ce concert il chante aussi Aguanile  et Valio La Pena (avec en featuring José Alberto, Cheo Feliciano, Andy Montáñez, Nora)
- Se fue : Laura Pausini ft Marc Anthony (2013)
- Yo también : Romeo Santos ft Marc Anthony (2014)
- Cuando nos volvamos a encontrar : Carlos Vives ft. Marc Anthony (2015)
- La gozadera : Gente de Zona ft. Marc Anthony (2015)
- Deja Que Te Bese : Alejandro Sanz ft. Marc Anthony (2016)
- Yo te recuerdo : Juan Gabriel ft. Marc Anthony (2016)
- Deje de amar : Felipe Muñíz ft. Marc Anthony (duo entre le père et le fils) (2016)
- Olvídame y pega la vuelta : Jennifer Lopez ft. Marc Anthony (2016)
- Felices los 4 (Salsa Version) : Maluma ft. Marc Anthony (2017)
- Convénceme, India Martinez, Marc Anthony (2020)
- De Vuelta Pa' La Vuelta, Daddy Yankee ft. Marc Anthony (2020)
- La Fórmula, Maluma, Marc Anthony
- Dios me oyó, Beéle, Marc Anthony (2025)
- Volver, Piso 21, Marc Anthony y Beéle (2025)

## Filmographie
- 1993 : L'Impasse (Carlito's way) (Brian De Palma) : il chante Parece Mentira
- 1994 : Natural Causes (James Becket) : Garde de la marine
- 1995 : Hackers (Iain Softley) : l'agent Ray
- 1996 : À table (Big Night) (Stanley Tucci) : Cristiano
- 1996 : The Substitute (Robert Mandel) : Juan Lacas
- 1996 : Al compas de un sentimiento, hommage à Pedro Flores (un chanteur)
- 1997 : MADtv (série télé), Saison 2 épisode 11 : un joueur de football américain
- 1999 : À tombeau ouvert (Bringing Out the Dead) (Martin Scorsese) : Noel
- 1999 : Con la música por dentro
- 2000 : Happily Ever After: Fairy Tales for Every Child, série d'animation, épisode "Robinita Hood" : Mario (voix)
- 2001 : In the Time of the Butterflies (TV) : Lio
- 2004 : Man on Fire (Tony Scott) : Samuel
- 2007 : El Cantante : Héctor Lavoe
- 2009 : Hawthorne : Infirmière en chef (série) : Nick Renata
- 2021 : In the heights : Père de Sonny (film) : Tio

## Artistes ayant repris Marc Anthony
- Yoskar Sarante : Nadie como ella (bachata, 2004),
- Nelson Almontes : Ahora Quien (bachata, 2005),
- Adrian Valdez : Valio la pena (bachata, 2006),
- Johnny M : Sang to me (version salsa de You Sang to me),
- David Fiallo y Guadalupe - No me ames (bachata, 2007)…